# ジェリー・ジュール
ジェリー・ジュール（Jerry Juhl、1938年7月27日 - 2005年9月26日）は、アメリカ合衆国の脚本家。

## 作品
- ゴンゾ宇宙に帰る
- マペットの宝島
- マペットのクリスマス・キャロル
- マペットの夢みるハリウッド